# Чумак, Юрий Алексеевич
Юрий Алексеевич Чумак (1977—1999) — российский солдат, участник отражения вторжения боевиков в Дагестан, командир разведотделения 247-го десантно-штурмового полка 7-й гвардейской воздушно-десантной дивизии, Герой России (посмертно).

## Биография
Родился в селе Кологреево Орловской области. В 1994 году окончил школу в посёлке Октябрьский Белгородского района Белгородской области, в 1997 году — Белгородский педагогический колледж. Работу школьным преподавателем физкультуры прервал призыв в армию в ноябре того же года.
Учебную часть проходил в Омске, после проходил службу в 247-м гвардейском десантно-штурмовом кавказском казачьем полку 7-й гвардейской воздушно-десантной дивизии, который дислоцируется в городе Ставрополь, в феврале 1999 года  был направлен в командировку в Дагестан.
После вторжения боевиков в Дагестан в составе группы стал совершать разведывательные выходы в тыл противника. Один из них состоялся 22 августа 1999 года. Группа капитана Игоря Хоменко была обнаружена после выполнения задания; командир приказал бойцам отступать, оставшись прикрывать, с ним добровольно остался и Юрий Чумак. Капитан погиб, Чумак, отбиваясь, пытался вынести его тело, но был окружён и погиб.
За мужество и героизм указом Президента РФ от 27 октября 1999 года Игорь Хоменко и Юрий Чумак посмертно были удостоены звания Героя России.
Похоронен в посёлке Октябрьский Белгородского района Белгородской области.

## Память
Школа, в которой учился Чумак, носит его имя, Белгородский педагогический колледж установил мемориальную доску и памятник. В Белгороде ежегодно проводится турнир по рукопашному бою памяти Юрия Чумака.